# 库尔斯克州
库尔斯克州（羅馬化：Kurskaya oblast）是俄羅斯聯邦主體之一，屬中央聯邦管區。西南部及西部與烏克蘭接壤。面積29,800平方公里，2002年人口1,235,091人。該州首府為库尔斯克，距離俄羅斯首都莫斯科536公里。

## 歷史
斯拉夫部落塞韦里亚尼人曾居住在该地区。公元830年起，库尔斯克先后隶属于可萨汗国和基辅罗斯。尽管库尔斯克州的土地自末次冰期结束以来就有人居住，但有关城市的记载却十分稀少，直到1596年库尔斯克要塞建成。
15世纪时，库尔斯克州是立陶宛大公国的一部分，由雅盖隆王朝统治。在莫斯科-立陶宛战争中，它被莫斯科大公国征服。此后不久，库尔斯克周边地区开始蓬勃发展，1601-03年俄罗斯大饥荒后，大量人口从中俄罗斯迁移至此。该地区在16世纪和17世纪遭受了克里米亚-诺盖奴隶袭击。
1779年5月23日，库尔斯克省成立。该省一直存在到1928年，其领土并入中央黑土州。由于中央黑土州幅员辽阔，管理难度较大，1934年6月13日，它被划分为两个州：库尔斯克州和沃罗涅日州。1934年至1954年期间，州界屡经调整。自1954年以来，该州的面积和边界一直保持稳定。
在第二次世界大战期间，库尔斯克州的领土从1941年秋季到1943年夏季被德国军队占领。库尔斯克会战是二战的主要战役之一，发生于1943年7月5日至8月23日之间。
库尔斯克州的卡利诺夫卡村是苏联第四位领导人尼基塔·赫鲁晓夫的出生地。

### 俄乌战争
2024年8月6日，烏克蘭武裝力量跨越邊境，朝蘇賈與科列涅沃方向進攻，以此反制俄羅斯入侵烏克蘭。這是烏克蘭的正规军第一次正式進攻俄羅斯本土，也是自二战后以来俄罗斯领土首次被外国正规军占领。8月15日，乌克兰军队总司令亚历山大·瑟尔斯基任命爱德华·莫斯卡廖夫负责主管乌克兰占领下的库尔斯克地区军事管制局。2025年3月12日，俄軍重奪蘇賈市中心。2025年4月26日，格拉西莫夫在向普京的汇报中宣布，乌军占领的库尔斯克州领土已经被全部收复。